# 新京报撤编事件
新京报总编辑调整事件是2005年12月发生在《新京报》的一次管理层人事撤换引发的事件。

## 事件过程
2005年12月下旬，总编杨斌和两名副总编孙雪东、李多钰被免职（三人均来自南方报业）。有消息指，《新京报》报道2005年9月5日寧夏民工王斌余殺人事件的手法，引起主管部門的不滿。不过，当局没有说明免除杨斌职务的原因。而北京律师浦志强说，官员批评该报多次犯错误。 
BBC认为，《新京报》这次人事更动，与该报报道2005年6月河北定州袭击事件的新闻有关。
随后《新京报》被直属中宣部、持保守倾向的光明日报社（持股51%）全面接管。据称南方报业已限期令效力于《新京报》集团员工撤回广州总部。
BBC转载路透社和法新社报道称，2005年12月29日，有约100名的报社員工进行罢工，抗议《新京報》的人事變動，为员工总人数的三分之一。报社职员指，很多员工对这次打压极度不满。罢工其实是以消极怠工形式出现。职员们在29日不去办公室上班，而是去卡拉OK唱歌发泄愤懑。
2005年12月30日，主管部门调整原先计划，只撤换总编杨斌一人，原本撤换的副总编孙雪冬、李多钰职位暂获保留。而《光明日报》集团原定入主《新京报》的四个人也暂时搁置，总编一职暂由《新京报》社长戴自更兼任。报馆员工30日下午得知这个消息后，大多已赶赴上班，各项工作恢复。

## 后续
《新京报》发生罢工情况后，虽有两名副编辑被恢复职位，但主编最终未能恢复。被《光明日报》接管后的《新京报》，开始大篇幅引用新华社的消息，而很少有以往常见的本地热门消息。